# Mistrzostwa świata w szachach 1966

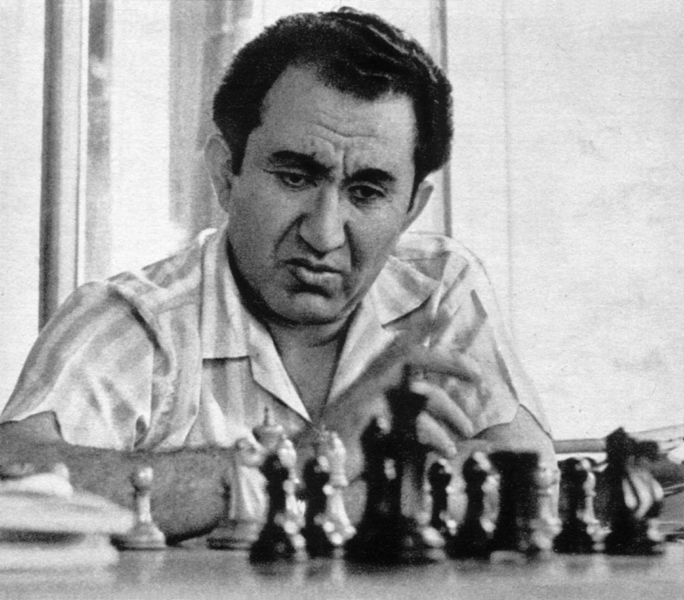
Mistrz świata 1966,
Tigran Petrosjan

Mecz pomiędzy aktualnym mistrzem świata - Tigranem Petrosjanem, a zwycięzcą eliminacyjnych meczów pretendentów, Borysem Spasskim, rozegrany w Moskwie w dniach 11 IV - 9 VI 1966 r. pod egidą FIDE.

## Zasady
Pojedynek miał składać się z 24 partii. Mistrzem świata zostać miał ten z zawodników, który uzyska więcej punktów. W przypadku remisu tytuł zachowywał Petrosjan.

## Przebieg meczu
Z pierwszych dwunastu partii dziesięć zakończyło się wynikiem remisowym. Partie VII i X wygrał Petrosjan. W XIII partii, po 11 godzinach gry Spasski odniósł swoje pierwsze w życiu zwycięstwo nad Petrosjanem. Po serii kolejnych pięciu remisów Spasski wygrał partię XIX i wyrównał na 9½ – 9½. Petrosjan wygrał jednak XX i XXII partię, zremisował XXI i uzyskał 12 punktów zachowując tytuł.
Zgodnie z regulaminem mecz trwał jednak nadal. Spasski nie miał już szans na tytuł mistrzowski, lecz mógł jeszcze walczyć o remis w meczu. Był bardzo blisko osiągnięcia tego celu - wygrał XXXIII, jednak ostatnią, mimo wielkich wysiłków zaledwie zremisował. Był to pierwszy od 1934 r. mecz, który mistrz świata wygrał w obronie tytułu.

## Wyniki w poszczególnych partiach
|                  | 1 | 2 | 3 | 4 | 5 | 6 | 7 | 8 | 9 | 10 | 11 | 12 | 13 | 14 | 15 | 16 | 17 | 18 | 19 | 20 | 21 | 22 | 23 | 24 | Punkty |
| ---------------- | - | - | - | - | - | - | - | - | - | -- | -- | -- | -- | -- | -- | -- | -- | -- | -- | -- | -- | -- | -- | -- | ------ |
| Borys Spasski    | ½ | ½ | ½ | ½ | ½ | ½ | 0 | ½ | ½ | 0  | ½  | ½  | 1  | ½  | ½  | ½  | ½  | ½  | 1  | 0  | ½  | 0  | 1  | ½  | 11½    |
| Tigran Petrosjan | ½ | ½ | ½ | ½ | ½ | ½ | 1 | ½ | ½ | 1  | ½  | ½  | 0  | ½  | ½  | ½  | ½  | ½  | 0  | 1  | ½  | 1  | 0  | ½  | 12½    |